# 希金森 (阿肯色州)
希金森（英語：Higginson）是一個位於美國阿肯色州懷特縣的城鎮。

## 地理
希金森的座標為35°11′50″N 91°42′44″W / 35.19722°N 91.71222°W，而該地的平均海拔高度為67米（即220英尺）。

## 人口
根據2020年美國人口普查的數據，希金森的面積為3.29平方千米，皆為陸地。當地共有人口705人，而人口密度為每平方千米214人。